# Olotayan
Olotayan, englisch Olotayan Island, manchmal auch Olutayan genannt, ist eine philippinische Insel im Südwesten des Jintotolo-Kanals, einer Meerenge zwischen der Sibuyan-See im Westen und der Visayas-See im Osten.

## Geographie
Die dicht bewaldete, dünn besiedelte Insel liegt etwa 2,5 km vor der Nordwestküste der Insel Panay. Olotayan ist etwa 1,5 km lang und im Nordosten bis zu 1000 Meter breit.

## Verwaltung
Olotayan zählt zur Stadt Roxas City in der philippinischen Provinz Capiz.